# Delito informático
Delito informático, delito cibernético o ciberdelito es toda aquella acción antijurídica que se realiza en el entorno digital, espacio digital o de Internet. Ante el extendido uso y utilización de las nuevas tecnologías en todas las esferas de la vida (economía, cultura, industria, ciencia, educación, información, comunicación, etc.) y el creciente número de usuarios, consecuencia de la globalización digital de la sociedad, la delincuencia también se ha expandido a esa dimensión. Gracias al anonimato y a la información personal que se guarda en el entorno digital, los delincuentes han ampliado su campo de acción y los delitos y amenazas a la seguridad se han incrementado exponencialmente.
Además de los ataques que tienen como objetivo destruir y dañar activos, sistemas de información y otros sistemas de computadoras, utilizando medios electrónicos o redes de Internet, se producen nuevos delitos contra la identidad, la propiedad y la seguridad de las personas, empresas e instituciones, muchos de ellos como consecuencia del valor que han adquirido los activos digitales para la big data empresarial y sus propietarios bien sean entes jurídicos o personas naturales. Existen también otras conductas criminales que aunque no pueden considerarse como delito, se definen como ciberataques o abusos informáticos y forman parte de la criminalidad informática. La criminalidad informática consiste en la realización de un tipo de actividades que, reuniendo los requisitos que delimitan el concepto de delito, son llevados a cabo utilizando un elemento informático.
Los delitos informáticos son actividades ilícitas o antijurídicas que:
- Se cometen mediante el uso de entornos digitales, redes, blockchain, computadoras, sistemas informáticos u otros dispositivos de las nuevas tecnologías de información y comunicación.
- Tienen como objetivo causar daños, provocar pérdidas o impedir el uso de sistemas informáticos (delitos informáticos).

Los ciberdelitos son actitudes contrarias a los intereses de las personas teniendo como instrumento o fin (concepto atípico) a las computadoras.
En la actualidad debe hablarse de ciberdelitos, pues este concepto sustantiva las consecuencias que se derivan de la peculiaridad que constituye la red digital como medio de comisión del hecho delictivo, y que ofrece contornos singulares y problemas propios, como por ejemplo la dificultad de determinar el lugar de comisión de tales hechos ilícitos, indispensable para la determinación de la jurisdicción y competencia penal, para su enjuiciamiento y aplicación de la correspondiente ley penal, los problemas para la localización y obtención de las pruebas de tales hechos delictivos, la insuficiente regulación legal de los ilícitos que pueden realizarse a través de la Red o de las diligencias procesales de investigación aplicables para el descubrimiento de los mismos —normativa igualmente desbordada por el imparable avance de las innovaciones tecnológicas—, o, en fin, la significativa afectación que la investigación policial en Internet tiene sobre los derechos fundamentales de los ciudadanos.
Por todo ello, la última orientación jurídica es priorizar el enfoque en la seguridad en las redes y los sistemas de información. A tal fin obedece la Directiva de la Unión Europea relativa a las medidas destinadas a garantizar un elevado nivel común de seguridad de las redes y sistemas de información en la Unión Europea, también conocida como Directiva NIS. Esta Directiva impone, por ello, a las entidades gestoras de servicios esenciales, así como a los prestadores de ciertos servicios digitales considerados clave en el funcionamiento de Internet, la obligación de establecer sistemas de gestión de la seguridad de la información en sus organizaciones y de notificar a las autoridades los incidentes que tengan especial gravedad. Además, obliga a los Estados miembros a supervisar el cumplimiento de estas obligaciones y a velar por que existan equipos de respuesta a incidentes de seguridad con capacidad para proteger a las empresas de la propagación de estos incidentes. Así mismo, impulsa la cooperación entre autoridades nacionales y el intercambio de información como medio para elevar el nivel de seguridad en la Unión Europea frente a las amenazas de carácter transfronterizo.
Mucha información es almacenada en un reducido espacio, con una posibilidad de recuperación inmediata, pero por complejas que sean las medidas de seguridad que se puedan implantar, aun no existe un método infalible de protección.
La criminalidad informática tiene un alcance mayor y puede incluir delitos tradicionales como el fraude, el robo, chantaje, falsificación y la malversación de caudales públicos en los cuales ordenadores y redes han sido utilizados como medio. Con el desarrollo de la programación y de Internet, los delitos informáticos se han vuelto más frecuentes y sofisticados. 
La Organización de Naciones Unidas reconoce los siguientes tipos de delitos informáticos:
1. Fraudes cometidos mediante manipulación de computadoras; en este se reúne: la manipulación de datos de entrada (sustraer datos), manipulación de programas (modificar programas del sistema o insertar nuevos programas o rutinas), manipulación de los datos de salida (fijación de un objeto al funcionamiento de sistemas de información, el caso de los cajeros automáticos) y fraude efectuado por manipulación informática (se sacan pequeñas cantidades de dinero de unas cuentas a otras).[9]
2. Manipulación de datos de entrada;  como objetivo cuando se altera directamente los datos de una información computarizada. Como instrumento cuando se usan las computadoras como medio de falsificación de documentos.[9]
3. Daños o modificaciones de programas o datos computarizados; entran tres formas de delitos: sabotaje informático (eliminar o modificar sin autorización funciones o datos de una computadora con el objeto de obstaculizar el funcionamiento) y acceso no autorizado a servicios y sistemas informáticos (ya sea por curiosidad, espionaje o por sabotaje).[9]

Además de los delitos mencionados por la Organización de Naciones Unidas, también es relevante considerar las siguientes categorías de delitos informáticos:
1. Hacking: El hacking se refiere al acceso ilegal y no autorizado a sistemas de información, redes o bases de datos. Existen diferentes tipos de hacking, entre los que destacan:
  1. Hacking ético: Es el proceso de intrusión en sistemas o redes con el objetivo de identificar y reparar posibles puntos de ataque. Los hackers éticos utilizan sus habilidades para mejorar la seguridad y proteger la información.
  2. Hacking malicioso o cracker: Este tipo de hacking tiene como objetivo causar daño, robar información o ganar acceso no autorizado a sistemas.
2. Phishing: El Phishing es una técnica de fraude en línea que se utiliza para engañar a los usuarios y hacer que revelen información personal y financiera. Los ciberdelincuentes se hacen pasar por una entidad de confianza y envían mensajes o correos electrónicos que instan al destinatario a realizar alguna acción.
3. Ciberdelincuencia: La Ciberdelincuencia es un término general que se refiere a cualquier delito que involucre computadoras y redes. Esto puede variar desde delitos tradicionales cometidos a través de Internet, hasta delitos que son específicos de la era digital.
4. Malware: El Malware es un software malintencionado diseñado para infiltrarse, dañar o hacer un uso no autorizado de un sistema informático sin el consentimiento del propietario. El malware es una herramienta común utilizada en la ciberdelincuencia para lograr una variedad de fines.

Existen leyes que tienen por objeto la protección integral de los sistemas que utilicen tecnologías de información, así como la prevención y sanción de los delitos cometidos en las variedades existentes contra tales sistemas o cualquiera de sus componentes o los cometidos mediante el uso de dichas tecnologías. 
Una misma acción dirigida contra un sistema informático puede aparejar la violación de varias leyes penales, algunos autores expresan que el "uso de la informática no supone más que un modus operandi nuevo que no plantea particularidad alguna respecto de las formas tradicionales de comisión". Una clara dificultad para la persecución de estos ilícitos, ha sido que el ciudadano no considera delincuente al autor de estos delitos, entre los propios victimarios algunas veces existe una reivindicación que subyace a toda su actividad, como es el caso de los hackers, quienes cuentan con toda una "filosofía" preparada para respaldar su actividad afirmando que propenden a un mundo más libre, que disponga de acceso a todas las obras de la inteligencia, y basándose en ese argumento divulgan las claves que tienen en su actividad.

## Generalidades
La criminalidad informática incluye una amplia variedad de delitos informáticos. El fenómeno se puede analizar en dos grupos: 
1. Informática como objeto del delito: Esta categoría incluye por ejemplo el sabotaje informático, la piratería informática, el hackeo, el crackeo y el DDNS (Denegación de servicio de nombres de dominio).
2. Informática como medio del delito: Dentro de este grupo se encuentra la falsificación de documentos electrónicos, cajeros automáticos y tarjetas de crédito, robo de identidad, phreaking, fraudes electrónicos y pornografía infantil.

## Crímenes específicos

### Sabotaje informático
Implica que el "delincuente" recupere o busque destruir el centro de cómputos en sí (las máquinas) o los programas o informaciones almacenados en los ordenadores. Se presenta como uno de los comportamientos más frecuentes y de mayor gravedad en el ámbito político.

### Piratería informática
La piratería informática consiste en la violación ilegal del derecho de autor. Según la definición que en su artículo 51 brinda el ADPIC (Acuerdo sobre los aspectos de los Derechos de Propiedad Intelectual) son aquellas "mercaderías que lesionan el derecho de autor". La piratería es una de las modalidades de reproducción técnica (la otra es la -reproducción burda del original cuya apariencia dista mucho de la auténtica), que implica la elaboración de una copia semejante al original, con la intención de hacerla pasar por tal.
Existen dos modalidades que se incluyen como piratería informática a saber:
1. El hurto de tiempo de máquina: consiste en el empleo del computador sin autorización, y se pretende aludir a situaciones en que un tercero utiliza indebidamente recursos de la empresa en que trabaja o un sujeto autorizados se vale de tales prestaciones informáticas en un horario no permitido, utilizándolas para su provecho sin contar con permiso para ese uso fuera de hora.[12]
2. La apropiación o hurto de hardware y datos: en este caso el sujeto accede a un computador ajeno o a la sesión de otro usuario, retirando archivos informáticos, mediante la ejecución de los comandos copiar o cortar, para luego guardar ese contenido en un soporte propio.

### Cajeros automáticos y tarjetas de crédito
Conductas mediante las cuales se logra retirar dinero del cajero automático, utilizando una tarjeta magnética robada, o los números de la clave para el acceso a la cuenta con fondos. El ataque de ATM Jackpotting es parte de estas conductas. El ataque aprovecha las vulnerabilidades en las máquinas para instalar firmware malicioso y retirar efectivo de un cajero automático sin usar una cuenta bancaria autenticada.

### El caso Chalmskinn
Se procede cuando se accede a ordenadores industriales centrales de la red para el uso específico de malgastar fondos para interrumpir los accesos a telefonía móvil, más conocido como el caso Chalmskinn.

### Robo de identidad
Luego de obtener los datos personales de un individuo, se procede a realizar todo tipo de operaciones para provecho del victimario, fingiendo ser la persona a la que se extrajo su información sensible. Encuadra como delito de estafa. Si el actuar del sujeto activo comporta dar a conocer datos personales ajenos contenidos en base de datos a las que por su empleo tiene acceso, entonces por expreso mandato legal la figura aplicable es la de revelación de secreto profesional.
- Estafas del amor o romance scam[15]: Dentro del robo de identidad, encontramos esta modalidad extendida por todo el mundo. Esta estafa consiste en ganarse la confianza de la víctima, fingiendo una relación sentimental con ella. Una vez que la víctima está convencida de que la relación es estable, el autor empieza a pedirle dinero, con la promesa de devolvérselo, cosa que nunca llega a hacer.

Muchas de las veces, existe este robo de identidad por parte del victimario, ya que suelen utilizar imágenes e historias de vida de otras personas; así como el uso de las nuevas tecnologías para llevar a cabo su cometido de la mejor forma posible para no ser encausados. En España ya se registran algunos casos, como el caso Alicante o Valencia.
Las autoridades se hacen eco y proporcionan una serie de consejos para evitar este tipo de estafas, como por ejemplo no dejar el perfil abierto, sino que hay que filtrar quién lo puede ver y contactar, así se evita que personas desconocidas con perfiles falsos puedan contactar. 

### Phreaking
Es la metodología más antigua dentro de los denominados ciberdelitos, consiste en ingresar en las redes de telecomunicaciones para realizar llamadas telefónicas a larga distancia utilizando la cuenta ajena. Resulta ser una modalidad primitiva de hacking.

### Delitos internos empresariales
Dentro de las amplias posibilidades de conductas delictivas de los trabajadores dentro de una empresa, estos delitos constituyen un carácter difuso y se convierten en "delitos invisibles", sin víctima aparente y de realización continuada en el tiempo. Este carácter imperceptible impide trazar una línea que la separe de un delito o una irregularidad, una distinción que podría ser poco relevante, al menos, en relación con los efectos y la repercusión que comportan en la economía de la empresa. Estas pequeñas irregularidades continuadas en el tiempo podrían llegar a desembocar en un daño devastador, irreparable, e incluso, definitivo.

## Cibercrimen como servicio
El cibercrimen como servicio o CaaS (del inglés cybercrime-as-a-service), es la práctica de facilitar actividades ilegales a través de servicios. Es decir, permite que cualquier persona, independientemente de sus habilidades o conocimientos técnicos, pueda adquirir todo lo necesario para organizar delitos informáticos.
Estas actividades permite a los desarrolladores de amenazas informáticas una nueva forma de obtener beneficios vendiendo o alquilando sus servicios hacia un mercado que demanda este tipo de servicios, ya sea para afectar empresas, industrias, usuarios, o bien, gobiernos.
El Cibercrimen como servicio incluye el Fraude como servicio o FaaS (del inglés Fraud as a Service), el Malware como servicio o MaaS (del inglés Malware as a Service), el Ataque como servicio o AaaS (del inglés Attack as a Service).

## Sujetos agente y paciente
Muchas de las personas que cometen los delitos informáticos poseen ciertas características específicas tales como la habilidad para el manejo de los sistemas informáticos o la realización de tareas laborales que le facilitan el acceso a información de carácter sensible.
En algunos casos la motivación del delito informático no es económica sino que se relaciona con el deseo de ejercitar, y a veces hacer conocer a otras personas, los conocimientos o habilidades del delincuente en ese campo. 
Muchos de los "delitos informáticos" encuadran dentro del concepto de "delitos de cuello blanco", término introducido por primera vez por el criminólogo estadounidense Edwin Sutherland en 1943. Esta categoría requiere que: (1) el sujeto activo del delito sea una persona de cierto estatus socioeconómico; (2) su comisión no pueda explicarse por falta de medios económicos, carencia de recreación, poca educación, poca inteligencia, ni por inestabilidad emocional. Son individuos con una gran especialización en informática, que conocen muy bien las particularidades de la programación de sistemas computarizados, de forma tal que logran un manejo muy solvente de las herramientas necesarias para violar la seguridad de un sistema automatizado.
El sujeto pasivo en el caso de los delitos informáticos puede ser individuos, instituciones crediticias, órganos estatales, etc. que utilicen sistemas automatizados de información, generalmente conectados a otros equipos o sistemas externos. La víctima puede ser cualquier persona física o jurídica que haya establecido una conexión a Internet (ya que es la principal ventana de entrada para estas conductas), una conexión entre computadoras, o que en definitiva cuenta con un sistema informático para el tratamiento de sus datos.
Para la labor de prevención de estos delitos es importante el aporte de los damnificados que puede ayudar en la determinación del modus operandi, esto es de las maniobras usadas por los delincuentes informáticos.

## Cómo influyen los delitos informáticos
Los delitos informáticos están presentes en la actualidad en cualquier parte del mundo en la que se tenga acceso a un medio virtual y electrónico, esto conlleva a que la información que publicamos en redes sociales, perfiles, correos entre otros puede llegar a ser vulnerada. Este tipo de acceso a la privacidad de una persona puede afectar no solo su vida financiera sino también su vida personal.
El uso de dispositivos cada vez es más común, ya que todas las personas buscan comunicarse entre sí, enviar información es algo inevitable sobre todo en aquellos casos en que las distancias son más largas. Cualquier tipo de información que se envié por medios electrónicos puede ser alcanzada por un ciberdelincuente, el cual no busca siempre un beneficio económico con su actividad delictiva, sino que en algunos casos solo busca poner a prueba su inteligencia.
Al ampliarse el campo de los Delitos Informáticos también se han creado dependencias en las diferentes instituciones de seguridad que buscan ponerle freno a las acciones delictivas cometida por este tipo de personas.
La información que suministramos en las redes sociales es de gran valor para aquellas que tienen el tiempo de investigar la vida de los demás, sin darnos cuenta nosotros mismos suministramos información valiosa no solo de nuestra vida y actividades sino también de quienes nos rodean. Desafortunadamente cuando una persona se da cuenta de que sus datos han sido vulnerados es demasiado tarde.
Muy pocas personas son conscientes de la influencia que tienen los Delitos Informáticos en la actualidad y por esto no tienen mecanismos de defensa control sobre la información que comparten a través de los medios electrónicos.

## Regulación por países en el mundo

### Argentina

#### La ley vigente
En Argentina sancionó el 4 de junio de 2008 la Ley 26.388 (promulgada de hecho el 24 de junio de 2008) que modifica el Código Penal a fin de incorporar al mismo diversos delitos informáticos, tales como la distribución y tenencia con fines de distribución de pornografía infantil, violación de correo electrónico, acceso ilegítimo a sistemas informáticos, daño informático y distribución de virus, daño informático agravado e interrupción de comunicaciones.

#### Definiciones vinculadas a la informática
En el nuevo ordenamiento se establece que el término "documento" comprende toda representación de actos o hechos, con independencia del soporte utilizado para su fijación, almacenamiento, archivo o transmisión (art. 77 Código Penal).
Los términos "firma" y "suscripción" comprenden la firma digital, la creación de una firma digital o firmar digitalmente (art. 77 Código Penal). 
Los términos "instrumento privado" y "certificado" comprenden el documento digital firmado digitalmente (art. 77 Código Penal).

#### Delitos contra menores
En el nuevo ordenamiento pasan a ser considerados delitos los siguientes hechos vinculados a la informática:
- Artículo 128: Será reprimido con prisión de seis (6) meses a cuatro (4) años el que produzca, financie, ofrezca, comercialice, publique, facilite, divulgue o distribuya, por cualquier medio, toda representación de un menor de dieciocho (18) años dedicado a actividades sexuales explícitas o toda representación de sus partes genitales con fines predominantemente sexuales, al igual que el que organizare espectáculos en vivo de representaciones sexuales explícitas en que participaren dichos menores.

Será reprimido con prisión de cuatro (4) meses a dos (2) años el que tuviere en su poder representaciones de las descriptas en el párrafo anterior con fines inequívocos de distribución o comercialización.
Será reprimido con prisión de un (1) mes a tres (3) años el que facilitare el acceso a espectáculos pornográficos o suministrare material pornográfico a menores de catorce (14) años.

#### Protección de la privacidad
- Artículo 153: Será reprimido con prisión de quince (15) días a seis (6) meses el que abriere o accediere indebidamente a una comunicación electrónica, una carta, un pliego cerrado, un despacho telegráfico, telefónico o de otra naturaleza, que no le esté dirigido; o se apoderare indebidamente de una comunicación electrónica, una carta, un pliego, un despacho u otro papel privado, aunque no esté cerrado; o indebidamente suprimiere o desviare de su destino una correspondencia o una comunicación electrónica que no le esté dirigida.

En la misma pena incurrirá el que indebidamente interceptare o captare comunicaciones electrónicas o telecomunicaciones provenientes de cualquier sistema de carácter privado o de acceso restringido.
La pena será de prisión de un (1) mes a un (1) año, si el autor además comunicare a otro o publicare el contenido de la carta, escrito, despacho o comunicación electrónica.
Si el hecho lo cometiere un funcionario público que abusare de sus funciones, sufrirá además, inhabilitación especial por el doble del tiempo de la condena.
- Artículo 153 bis: Será reprimido con prisión de quince (15) días a seis (6) meses, si no resultare un delito más severamente penado, el que a sabiendas accediere por cualquier medio, sin la debida autorización o excediendo la que posea, a un sistema o dato informático de acceso restringido.

La pena será de un (1) mes a un (1) año de prisión cuando el acceso fuese en perjuicio de un sistema o dato informático de un organismo público estatal o de un proveedor de servicios públicos o de servicios financieros.
- Artículo 155: Será reprimido con multa de pesos un mil quinientos ($ 1.500) a pesos cien mil ($ 100.000), el que hallándose en posesión de una correspondencia, una comunicación electrónica, un pliego cerrado, un despacho telegráfico, telefónico o de otra naturaleza, no destinados a la publicidad, los hiciere publicar indebidamente, si el hecho causare o pudiere causar perjuicios a terceros.

Está exento de responsabilidad penal el que hubiere obrado con el propósito inequívoco de proteger un interés público.
- Artículo 157: Será reprimido con prisión de un (1) mes a dos (2) años e inhabilitación especial de un (1) a cuatro (4) años, el funcionario público que revelare hechos, actuaciones, documentos o datos, que por ley deben ser secretos.

- Artículo 157 bis: Será reprimido con la pena de prisión de un (1) mes a dos (2) años el que:

1. A sabiendas e ilegítimamente, o violando sistemas de confidencialidad y seguridad de datos, accediere, de cualquier forma, a un banco de datos personales;
2. Ilegítimamente proporcionare o revelare a otro información registrada en un archivo o en un banco de datos personales cuyo secreto estuviere obligado a preservar por disposición de la ley.
3. Ilegítimamente insertare o hiciere insertar datos en un archivo de datos personales.
Cuando el autor sea funcionario público sufrirá, además, pena de inhabilitación especial de un (1) a cuatro (4) años.

#### Delitos contra la propiedad
- Artículo 173 inciso 16: (Incurre en el delito de defraudación)...El que defraudare a otro mediante cualquier técnica de manipulación informática que altere el normal funcionamiento de un sistema informático o la transmisión de datos.

- Artículo 183 del Código Penal: (Incurre en el delito de daño)...En la misma pena incurrirá el que alterare, destruyere o inutilizare datos, documentos, programas o sistemas informáticos; o vendiere, distribuyere, hiciere circular o introdujere en un sistema informático, cualquier programa destinado a causar daños.

- Artículo 184 del Código Penal: (Eleva la pena a tres (3) meses a cuatro (4) años de prisión, si mediare cualquiera de las circunstancias siguientes):

Inciso 5: Ejecutarlo en archivos, registros, bibliotecas, museos o en puentes, caminos, paseos u otros bienes de uso público; o en tumbas, signos conmemorativos, monumentos, estatuas, cuadros u otros objetos de arte colocados en edificios o lugares públicos; o en datos, documentos, programas o sistemas informáticos públicos;
Inciso 6: Ejecutarlo en sistemas informáticos destinados a la prestación de servicios de salud, de comunicaciones, de provisión o transporte de energía, de medios de transporte u otro servicio público.

#### Delitos contra las comunicaciones
Artículo 197: Será reprimido con prisión de seis (6) meses a dos (2) años, el que interrumpiere o entorpeciere la comunicación telegráfica, telefónica o de otra naturaleza o resistiere violentamente el restablecimiento de la comunicación interrumpida.

#### Delitos contra la administración de justicia
Artículo 255: Será reprimido con prisión de un (1) mes a cuatro (4) años, el que sustrajere, alterare, ocultare, destruyere o inutilizare en todo o en parte objetos destinados a servir de prueba ante la autoridad competente, registros o documentos confiados a la custodia de un funcionario público o de otra persona en el interés del servicio público. Si el autor fuere el mismo depositario, sufrirá además inhabilitación especial por doble tiempo.
Si el hecho se cometiere por imprudencia o negligencia del depositario, este será reprimido con multa de pesos setecientos cincuenta ($ 750) a pesos doce mil quinientos ($ 12.500).
Delito sobre los Sistemas Informáticos
El 15 de noviembre de 2012, la Fiscalía General de la CABA dictó la Resolución 501/12, a través de la cual, creó como prueba piloto por el término de un año, el Equipo Fiscal Especializado en Delitos y Contravenciones Informáticas, que actúa con competencia única en toda la Ciudad Autónoma de Buenos Aires, con el fin de investigar los delitos informáticos propiamente dichos, y aquellos que se cometen a través de internet que por su complejidad en la investigación o su dificultad en individualizar a los autores, merecen un tratamiento especializado.
Existen diferentes delitos informáticos en eucl es objeto el sistema informático, tales como:
Delito de Daño: La ley 26388 incorpora como segundo párrafo del art. 183 CP “En la misma pena incurrirá el que alterare, destruyere o inutilizare datos, documentos, programas o sistemas informáticos, o vendiere, distribuyere, hiciere circular o introdujere en un sistema informático, cualquier programa destinado a causar daños".
Delito Agravado: La ley 26388 agrega dos nuevas agravantes al art. 184 CP: 5) “ejecutarlo en archivos, registros, bibliotecas, ....o en datos, documentos, programas o sistemas informáticos públicos”; 6) “ejecutarlo en sistemas informáticos destinados a la prestación de servicios de salud, de comunicaciones, de provisión o transporte de energía, de medios de transporte u otro servicio público”.

### Uruguay
El Estado uruguayo aprobó en el año 2007 la ley n.º 18.237 denominada EXPEDIENTE ELECTRÓNICO cuyo único artículo autoriza el uso de expediente electrónico, de documento electrónico, clave informática simple, firma electrónica, firma digital y domicilio electrónico constituido en todos los procesos judiciales y administrativos que se tramitan ante el Poder Judicial, con idéntica eficacia jurídica y valor probatorio que sus equivalentes convencionales. Se hace referencia a esta ley porque es evidente que será de amplio tratamiento para el caso de los delitos informáticos, puesto que las conductas que autoriza pueden ser objeto de un ciberdelito.
Los delitos informáticos no son de tratamiento específico por la legislación uruguaya, puesto que no existe una ley de ilícitos informáticos (no puede haber delito sin ley previa, estricta y escrita que lo determine —principio de legalidad—), ni tampoco un título específico relativo a los mismos en el Código Penal uruguayo. Se tratará de otorgar una vez más, la participación que al Derecho Penal corresponde dentro del ordenamiento jurídico, como último remedio a las conductas socialmente insoportables, que no pueden ser solucionadas por la aplicación de otro proveimiento jurídico que no se la aplicación de la sanción más gravosa de todo el sistema.

### Colombia
En Colombia el 5 de enero de 2009, el Congreso de la República de Colombia promulgó la Ley 1273 “Por medio del cual se modifica el Código Penal, se crea un nuevo bien jurídico tutelado —denominado “De la Protección de la información y de los datos”— y se preservan integralmente los sistemas que utilicen las tecnologías de la información y las comunicaciones, entre otras disposiciones”.
Dicha ley tipificó como delitos una serie de conductas relacionadas con el manejo de datos personales, por lo que es de gran importancia que las empresas se blinden jurídicamente para evitar incurrir en alguno de estos tipos penales.
No hay que olvidar que los avances tecnológicos y el empleo de los mismos para apropiarse ilícitamente del patrimonio de terceros a través de clonación de tarjetas bancarias, vulneración y alteración de los sistemas de cómputo para recibir servicios y transferencias electrónicas de fondos mediante manipulación de programas y afectación de los cajeros automáticos, entre otras, son conductas cada vez más usuales en todas partes del mundo. Según estadísticas, durante el 2007 en Colombia las empresas perdieron más de 6.6 billones de pesos a raíz de delitos informáticos.
De ahí la importancia de esta ley, que adiciona al Código Penal colombiano el Título VII BIS denominado "De la Protección de la información y de los datos" que divide en dos capítulos, a saber: “De los atentados contra la confidencialidad, la integridad y la disponibilidad de los datos y de los sistemas informáticos” y “De los atentados informáticos y otras infracciones”.
En Colombia existen instituciones de educación como UNICOLOMBIA que promueven capacitaciones en temas relacionados con Delitos Informáticos, el mejor manejo y uso de la prueba digital, establecer altos estándares científicos y éticos para Informáticos Forenses, Llevar a cabo investigación y desarrollo de nuevas tecnologías y los métodos de la ciencia del análisis forense digital e Instruir a los estudiantes en diversos campos específicos sobre nuevas tecnologías aplicadas a la informática Forense, la investigación científica y el proceso tecnológico de las mismas.

#### CÓDIGO PENAL COLOMBIANO LEY 599 DE 2000[23]
–  Artículo 269A: ACCESO ABUSIVO A UN SISTEMA INFORMÁTICO. El que, sin autorización o por fuera de lo acordado, acceda en todo o en parte a un sistema informático protegido o no con una medida de seguridad, o se mantenga dentro del mismo en contra de la voluntad de quien tenga el legítimo derecho a excluirlo, incurrirá en pena de prisión de cuarenta y ocho (48) a noventa y seis (96) meses y en multa de 100 a 1000 salarios mínimos legales mensuales vigentes.
– Artículo 269B: OBSTACULIZACIÓN ILEGÍTIMA DE SISTEMA INFORMÁTICO O RED DE TELECOMUNICACIÓN. El que, sin estar facultado para ello, impida u obstaculice el funcionamiento o el acceso normal a un sistema informático, a los datos informáticos allí contenidos, o a una red de telecomunicaciones, incurrirá en pena de prisión de cuarenta y ocho (48) a noventa y seis (96) meses y en multa de 100 a 1000 salarios mínimos legales mensuales vigentes, siempre que la conducta no constituya delito sancionado con una pena mayor.
– Artículo 269C: INTERCEPTACIÓN DE DATOS INFORMÁTICOS. El que, sin orden judicial previa intercepte datos informáticos en su origen, destino o en el interior de un sistema informático, o las emisiones electromagnéticas provenientes de un sistema informático que los trasporte incurrirá en pena de prisión de treinta y seis (36) a setenta y dos (72) meses.
– Artículo 269D: DAÑO INFORMÁTICO. El que, sin estar facultado para ello, destruya, dañe, borre, deteriore, altere o suprima datos informáticos, o un sistema de tratamiento de información o sus partes o componentes lógicos, incurrirá en pena de prisión de cuarenta y ocho (48) a noventa y seis (96) meses y en multa de 100 a 1000 salarios mínimos legales mensuales vigentes.
– Artículo 269E: USO DE SOFTWARE MALICIOSO. El que, sin estar facultado para ello, produzca, trafique, adquiera, distribuya, venda, envíe, introduzca o extraiga del territorio nacional software malicioso u otros programas de computación de efectos dañinos, incurrirá en pena de prisión de cuarenta y ocho (48) a noventa y seis (96) meses y en multa de 100 a 1000 salarios mínimos legales mensuales vigentes.
– Artículo 269F: VIOLACIÓN DE DATOS PERSONALES. El que, sin estar facultado para ello, con provecho propio o de un tercero, obtenga, compile, sustraiga, ofrezca, venda, intercambie, envíe, compre, intercepte, divulgue, modifique o emplee códigos personales, datos personales contenidos en ficheros, archivos, bases de datos o medios semejantes, incurrirá en pena de prisión de cuarenta y ocho (48) a noventa y seis (96) meses y en multa de 100 a 1000 salarios mínimos legales mensuales vigentes.
Al respecto es importante aclarar que la Ley 1266 de 2008 definió el término dato personal como “cualquier pieza de información vinculada a una o varias personas determinadas o determinables o que puedan asociarse con una persona natural o jurídica”. Dicho artículo obliga a las empresas un especial cuidado en el manejo de los datos personales de sus empleados, toda vez que la ley obliga a quien “sustraiga” e “intercepte” dichos datos a pedir autorización al titular de los mismos.

Phishing

– Artículo 269G: SUPLANTACIÓN DE SITIOS WEB PARA CAPTURAR DATOS PERSONALES. El que con objeto ilícito y sin estar facultado para ello, diseñe, desarrolle, trafique, venda, ejecute, programe o envíe páginas electrónicas, enlaces o ventanas emergentes, incurrirá en pena de prisión de cuarenta y ocho (48) a noventa y seis (96) meses y en multa de 100 a 1000 salarios mínimos legales mensuales vigentes, siempre que la conducta no constituya delito sancionado con pena más grave.
   En la misma sanción incurrirá el que modifique el sistema de resolución de nombres de dominio, de tal manera que haga entrar al usuario a una IP diferente en la creencia de que acceda a su banco o a otro sitio personal o de confianza, siempre que la conducta no constituya delito sancionado con pena más grave.
La pena señalada en los dos incisos anteriores se agravará de una tercera parte a la mitad, si para consumarlo el agente ha reclutado víctimas en la cadena del delito.
Es primordial mencionar que este artículo tipifica lo que comúnmente se denomina “phishing”, modalidad de estafa que usualmente utiliza como medio el correo electrónico pero que cada vez con más frecuencia utilizan otros medios de propagación como por ejemplo la mensajería instantánea o las redes sociales. Según la Unidad de Delitos Informáticos de la Policía Judicial (Dijín) con esta modalidad se robaron más de 3.500 millones de pesos de usuarios del sistema financiero en el 2006.
Un punto importante a considerar es que el artículo 269H agrega como circunstancias de agravación punitiva de los tipos penales descritos anteriormente el aumento de la pena de la mitad a las tres cuartas partes si la conducta se cometiere:
1. Sobre redes o sistemas informáticos o de comunicaciones estatales u oficiales o del sector financiero, nacionales o extranjeros.
2. Por servidor público en ejercicio de sus funciones
3. Aprovechando la confianza depositada por el poseedor de la información o por quien tuviere un vínculo contractual con este.
4. Revelando o dando a conocer el contenido de la información en perjuicio de otro.
5. Obteniendo provecho para si o para un tercero.
6. Con fines terroristas o generando riesgo para la seguridad o defensa nacional.
7. Utilizando como instrumento a un tercero de buena fe.
8. Si quien incurre en estas conductas es el responsable de la administración, manejo o control de dicha información, además se le impondrá hasta por tres años, la pena de inhabilitación para el ejercicio de profesión relacionada con sistemas de información procesada con equipos computacionales.

Es de anotar que estos tipos penales obligan tanto a empresas como a personas naturales a prestar especial atención al tratamiento de equipos informáticos así como al tratamiento de los datos personales más teniendo en cuenta la circunstancia de agravación del inciso 3 del artículo 269H que señala “por quien tuviere un vínculo contractual con el poseedor de la información”.
Por lo tanto, se hace necesario tener unas condiciones de contratación, tanto con empleados como con contratistas, claras y precisas para evitar incurrir en la tipificación penal.
Por su parte, el capítulo segundo establece:
– Artículo 269I: HURTO POR MEDIOS INFORMÁTICOS Y SEMEJANTES. El que, superando medidas de seguridad informáticas, realice la conducta señalada en el artículo 239 manipulando un sistema informático, una red de sistema electrónico, telemático u otro medio semejante, o suplantando a un usuario ante los sistemas de autenticación y de autorización establecidos, incurrirá en las penas señaladas en el artículo 240 del Código Penal, es decir, penas de prisión de tres (3) a ocho (8) años.
– Artículo 269J: TRANSFERENCIA NO CONSENTIDA DE ACTIVOS. El que, con ánimo de lucro y valiéndose de alguna manipulación informática o artificio semejante, consiga la transferencia no consentida de cualquier activo en perjuicio de un tercero, siempre que la conducta no constituya delito sancionado con pena más grave, incurrirá en pena de prisión de cuarenta y ocho (48) a ciento veinte (120) meses y en multa de 200 a 1500 salarios mínimos legales mensuales vigentes.
    La misma sanción se le impondrá a quien fabrique, introduzca, posea o facilite programa de computador destinado a la comisión del delito descrito en el inciso anterior, o de una estafa.
Si la conducta descrita en los dos incisos anteriores tuviere una cuantía superior a 200 salarios mínimos legales mensuales, la sanción allí señalada se incrementará en la mitad.
Así mismo, la Ley 1273 agrega como circunstancia de mayor punibilidad en el artículo 58 del Código Penal el hecho de realizar las conductas punibles utilizando medios informáticos, electrónicos o telemáticos.
Como se puede apreciar, la Ley 1273 es un paso importante en la lucha contra los delitos informáticos en Colombia, por lo que es necesario que se esté preparado legalmente para enfrentar los retos que plantea.
En este sentido y desde un punto de vista empresarial, la nueva ley pone de presente la necesidad para los empleadores de crear mecanismos idóneos para la protección de uno de sus activos más valiosos como lo es la información.

#### Casos registrados en Colombia[24]
La Fiscalía General de la Nación y la Policía Nacional lanzaron una ofensiva en 16 departamentos que permitió desarticular redes criminales señaladas de cometer hurtos, estafas y otros delitos por medios electrónicos.
En atención al constante crecimiento de denuncias por diferentes conductas criminales cometidas a través de medios informáticos, la Fiscalía General de la Nación puso en marcha una jornada nacional contra la cibercriminalidad, en la que participaron expertos del CTI de la Fiscalía y de la Policía Nacional.
Durante 12 días, las acciones investigativas y operativas se cumplieron en 16 departamentos y permitieron ubicar a jefes de bandas dedicadas al robo virtual, hackers y reclutadores de incautos que prestaban sus cuentas para recibir los dineros transferidos ilícitamente de diferentes entidades.

##### Casos destacados

###### Los Carceleros
En diligencias de registro y allanamiento realizadas en Valledupar, Montería y Barranquilla, fueron capturados nueve presuntos integrantes de la red criminal conocida como Los Carceleros o Ciberceleros. Entre los detenidos está Óscar Peñalosa, alias Boca, un reconocido hacker señalado de suplantar los correos de entidades del Estado y de contaminar los equipos de cómputo con virus para apropiarse de la información financiera y realizar transacciones por internet.
En los procedimientos fueron incautados datáfonos, tarjetas de entidades bancarias, sim card, celulares, discos duros, entre otros elementos.
La Penitenciaría Nacional Picaleña, en Ibagué, fue una de entidades afectadas por esta organización de cibercriminales que extrajo virtualmente $125’000.000 de las cuentas del penal. Según la investigación, Los Carceleros estaría involucrada en robos virtuales por $2.900’000.000.
Por petición del juez de control de garantías, los presuntos integrantes de esta organización recibieron medidas privativas de la libertad en establecimiento carcelario y el juez de control de garantías ordenó la suspensión del poder dispositivo de cuatro casas y un vehículo.

###### Los Gancheros
Los investigadores identificaron y capturaron a 15 personas que harían parte de una banda delincuencial dedicada a instalar ganchos retenedores en los cajeros electrónicos, que les permitía quedarse con el dinero en efectivo solicitado por los usuarios financieros. Según la investigación, con esta modalidad la banda habría realizado 80 transacciones y se apropió de $64’000.000.

###### Desfalco al Instituto de Vivienda de Interés Social de Bucaramanga (Invisbu)
Fueron capturadas y enviadas a la cárcel dos personas que, al parecer, transfirieron de forma irregular dineros que el Instituto de Vivienda de Interés Social de Bucaramanga tenía en sus cuentas para apoyar la construcción o adquisición de vivienda a personas de escasos recursos de la ciudad.
El hurto fue aproximadamente de $100’000.000, mediante la modalidad de transferencia no consentida de activos. En los allanamientos realizados fueron incautados celulares, IPad, tabletas, computadores y un arma de fuego.

###### Los Planilleros
Siete presuntos integrantes de la banda delincuencial Los Planilleros fueron capturados y son investigados por la utilización de medios informáticos para apropiarse de $280’000.000 de una reconocida empresa multinacional. Las evidencias recopiladas indicarían que utilizaron un software para jaquear las cuentas de la compañía y transferir los dineros sustraídos a diferentes personas.

##### En contexto
En lo corrido del año, las denuncias por delitos informáticos se han incrementado en un 68.5% con respecto al año anterior. De 9.011 reportes recibidos en 2017, se pasó a 15.181 denuncias atendidas en 2018. Las ciudades con más denuncias por delitos informáticos son:
- Bogotá: 4.805 denuncias, incremento de 114%.
- Medellín: 1.831 denuncias, incremento de 36.2%.
- Cali: 1.490 denuncias, incremento de 50%.

Los delitos informáticos que más se cometen son:
- Hurto por medios informáticos y semejantes: 8.817 denuncias.
- Violación de datos personales: 2.180 casos.
- Acceso abusivo a un sistema informático: 2.005 denuncias.

### España

#### La ley vigente
En España, los delitos informáticos son un hecho sancionable por el Código Penal en el que el delincuente utiliza, para su comisión, cualquier medio informático. Estas sanciones se recogen en la Ley Orgánica 10/1995, de 23 de noviembre en el BOE número 281, de 24 de noviembre de 1995. Estos tienen la misma sanción que sus homólogos no informáticos. Por ejemplo, se aplica la misma sanción para una intromisión en el correo electrónico que para una intromisión en el correo postal.

#### Delitos contemplados por la ley
La ley tipifica los siguientes delitos:

##### Difusión o exhibición de material pornográfico
El que, por cualquier medio directo, vendiere, difundiere o exhibiere material pornográfico entre menores de edad o personas con discapacidad necesitadas de especial protección, será castigado con la pena de prisión de seis meses a un año o multa de 12 a 24 meses (art. 186 CP, de 23 de noviembre de 1995).
Será castigado con la pena de prisión de uno a cinco años a aquellos que utilicen o capten a menores de edad o personas con discapacidad necesitadas de protección especial para fines o espectáculos exhibicionistas o pornográficos, tanto públicos como privados, o para elaboración de cualquier material pornográfico. También, aquellos que produzcan, vendan, distribuyan, exhiban, ofrezcan o facilitaran la producción, venta, difusión o exhibición por cualquier medio de pornografía infantil o en cuya elaboración hayan sido utilizadas personas con discapacidad necesitadas de protección especial (art. 189 CP, de 23 de noviembre de 1995).

40 detenidos en España por distribuir pornografía infantil a través de Instagram, 34 de ellos menores
La Policía Nacional ha detenido a 40 personas por distribuir material pornográfico infantil a través de Instagram, 34 de ellos menores de edad, en una operación en colaboración con el Homeland Security Investigations (HSI, la oficina de investigaciones de seguridad nacional) de la Embajada de Estados Unidos. 
Los arrestados están acusados de cometer varios delitos de prostitución y corrupción de menores a través de la red social y no están relacionados entre sí. 
El año pasado se cometieron en España 866 delitos relacionados con pornografía de menores, según datos del Ministerio del Interior. Una cifra algo menor que en 2018, cuando fueron 892, pero que ha ido incrementándose desde 2016 cuando se contabilizaron 621 de estos delitos. 

##### Descubrimiento y revelación de secretos
Aquel individuo que para descubrir los secretos o vulnerar la intimidad de otro se apropien de cualquier documentación, intercepte telecomunicaciones o utilice artilugios de grabación, escucha, transmisión o reproducción de señales será castigado con penas de prisión de entre uno a cuatro años y multa de doce a veinticuatro meses (art. 197.1 de CP, de 23 de noviembre de 1995).
Las mismas penas se impondrán a aquellos que se apoderen, accedan, utilicen o modifiquen datos reservados de carácter personal o familiar registrados o almacenados, sin estar autorizado (art. 197.2 de CP, de 23 de noviembre de 1995).
Aquellos que difundan, revelen o cedan a terceros datos o hechos descubiertos o imágenes captadas de los anteriores puntos serán castigados con penas de prisión de entre dos a cinco años. 
Se impondrán penas de entre 3 a 5 años y multa de 12 a 24 meses, al que, con conocimiento de su origen ilícito y sin haber tomado parte en su descubrimiento realice la conducta descrita en el párrafo anterior (art. 197.3 de CP, de 23 de noviembre de 1995).

Juicio a dos funcionarios del Sergas por acceder a historiales clínicos
Una trabajadora social y un auxiliar administrativo del Servicio Galego de Saúde(Sergas) serán juzgados a partir de este miércoles por el tribunal de la sección sexta de la Audiencia de La Coruña, por acceder al historial clínico de dos personas en repetidas ocasiones durante un año. La información recabada por ambos acusados cuando estos trabajaban en el Complejo Hospitalario Universitario de Santiago fue utilizada en un procedimiento judicial para la tramitación de una incapacidad. 
El ministerio público pide una pena de 10 años de cárcel y otros 12 de inhabilitación para empleo o cargo público para la trabajadora social, y para el auxiliar administrativo, solicita 8 años de cárcel, 10 años de inhabilitación, además del pago de una multa de 6.000 euros.

##### Estafas
Cometen estafa aquellos que, con ánimo de lucro, utilicen el engaño para producir error en otro, logrando que realicen una acción en perjuicio propio (art. 248.1 de CP, de 23 de noviembre de 1995).
También aquellos que con ánimo de lucro y con ayuda de alguna manipulación informática consigan una transferencia no consentida, los que fabriquen, introduzcan, posean o facilitaran programas informáticos destinados a la comisión de estafas y los que usen tarjetas de crédito o débito, cheques de viaje o datos obrantes para realizar operaciones para el perjuicio del titular o un tercero (art. 248.2 de CP, de 23 de noviembre de 1995).
Los que cometan estafa serán castigados con pena de prisión de entre seis meses a tres años, teniendo en cuenta el importe defraudado, el quebranto causado al perjudicado, las relaciones entre ambos, los medios empleados y otras circunstancias (art. 249 de CP, de 23 de noviembre de 1995).  
Los delitos de estafa pueden ser castigados con penas de prisión de 1 a 6 años y una multa de seis a doce meses cuando afecte a cosas de primera necesidad, viviendas u otros bienes de utilidad social (art. 250.1 de CP, de 23 de noviembre de 1995).  
Si concurriese algún agravante con el hecho de que la estafa afecte a bienes de primera necesidad, o si el valor de la defraudación supera los 250.000 euros, se impondrán penas de prisión de 4 a 8 años y multa de doce a veinticuatro meses (art. 250.2 de CP, de 23 de noviembre de 1995).
Hasta 45 detenidos de una red que estafó a más de 200 personas a través de Internet, con arrestos en Málaga
La Policía Nacional ha desarticulado una organización criminal dedicada, presuntamente, a la comisión de estafas a través de internet y ha detenido a 45 personas por estafar en España a más de 200 personas, con algunos arrestos en las provincias andaluzas de Almería, Cádiz, Córdoba, Granada, Málaga y Sevilla, logrando un beneficio de casi un millón y medio de euros. 
Los cabecillas de la organización operaban desde el país africano de Benín a través de personas que ejercían de 'mulas', a las que amenazaban incluso de muerte. 
El segundo modus operandi empleado consistía en la publicación de anuncios en diversas redes sociales ofreciendo la concesión de falsos préstamos en línea, en los que se hacían pasar por financieras francesas. Los falsos prestamistas ponían como condición la apertura de una cuenta corriente en la que supuestamente le ingresarán el préstamo solicitado, y que debía estar a nombre de la víctima, quien debía ingresar una cantidad de dinero que oscilaba entre los 500 y 1.000 euros como gastos de comisión de apertura del préstamo. 

##### Referente a la propiedad intelectual e industrial, al mercado y a los consumidores
Será castigado con una pena de prisión de seis meses a cuatro años y una multa de doce a veinticuatro meses el que reproduzca, distribuya o comunique una parte o el total de una obra artística, científica o literaria públicamente con ánimo de lucro y perjuicio de terceros (art. 270.1 de CP, de 23 de noviembre de 1995).
Se castigará con una pena de prisión de seis meses a dos años y una multa de doce a veinticuatro meses a aquellos que, sin permiso del titular de una patente, fabriquen, importen, posean, utilicen, ofrezcan o introduzcan en el comercio objetos bajo estos derechos, con fines industriales o comerciales (art. 273.1 de CP, de 23 de noviembre de 1995).
También será castigado con estas consecuencias el que realice alguno de los actos nombrados anteriormente en relación con un objeto amparado en favor de tercero por un modelo o dibujo industrial o artístico o topografía de un producto semiconductor (art. 273.3 de CP, de 23 de noviembre de 1995).
Condenado a dos años por subir a la red 40.000 libros sin pagar derechos
La Audiencia de Valencia ha condenado a dos años de prisión a un hombre que subió a la red más de 40.000 libros, aunque no cumplirá la condena si abona una indemnización de 40.000 euros y no vuelve a delinquir. 
El acusado puso a disposición de terceros más de 40.000 obras literarias protegidas por derechos de propiedad intelectual. Este es el motivo por el cual fue condenado a una multa de tres euros diarios durante 18 meses.
El Fiscal calcula que el acusado generó un perjuicio económico de más de 290.000 euros al Centro Español de Derechos Reprográficos (CEDRO), entidad que gestiona los derechos de la propiedad intelectual.

##### Espionaje Industrial
Se le impondrá una pena de prisión de dos a cuatro años y una multa de doce a veinticuatro meses al que, para descubrir un secreto de empresa se apodera por cualquier medio de datos, documentos, escritos o electrónicos que se refieran al mismo (art. 278.1 de CP, de 23 de noviembre de 1995).  
En el caso de que se difundieran, revelaran o cedieran estos secretos a terceros, la pena se vería aumentada a una pena de prisión de tres a cinco años y la misma multa que en el punto anterior (art. 278.2 de CP, de 23 de noviembre de 1995).
Estas penas mencionadas en los puntos anteriores no tienen en cuenta las penas por apoderamiento o destrucción soportes informáticos, en dicho caso se sumarían las penas correspondientes además de las presentes en los dos puntos anteriores de este artículo (art. 278.3 de CP, de 23 de noviembre de 1995).
Juzgan a tres trabajadores por espionaje industrial a su antigua empresa
El juzgado de lo penal de Alicante juzga a tres trabajadores por un delito de espionaje industrial cometido supuestamente contra la empresa de pinturas y lacados de la que fueron empleados. 
La Fiscalía les atribuye el robo de archivos informáticos, clientes y trabajadores. Así como la copia de procedimientos y técnicas de producción. La empresa perjudicada, Eurocolor Acabados Metálicos SA vio reducidos sus beneficios por esa supuesta competencia desleal en 282.004 euros. 
Los tres acusados constituyeron en 2005 otra empresa dedicada a la misma actividad, en la misma localidad de Aspe, Lacados Alacant SL. Estos se valieron de los archivos y la documentación que habían extraído del sistema informático de su antigua empresa para la nueva empresa. 
La Fiscalía pide para ellos una pena de prisión de entre un año y cinco meses de prisión y una multa de 1.440 euros.

##### Referente a la manipulación de datos/programas/documentos informáticos
Aquel que por cualquier medio destruya, altere, inutilice o dañe los datos, programas o documentos en redes o sistemas informáticos, cuando el resultado producido se identificara como grave entonces será castigado con la pena de prisión de seis meses a tres años (art. 264.1 de CP, de 23 de noviembre de 1995).
Será castigado con la pena de prisión de seis meses a tres años aquel que, sin estar autorizado y de manera grave, obstaculice o interrumpa el funcionamiento de un sistema informático ajeno (art. 264 bis de CP, de 23 de noviembre de 1995).
Será castigado con una pena de prisión de seis meses a dos años o multa de tres a dieciocho meses el que, sin estar debidamente autorizado, produzca, adquiera para su uso, importe o, de cualquier modo, facilite a terceros un programa informático o alguna contraseña, con la intención de facilitar la comisión de alguno de los delitos a que se refieren los dos artículos anteriores (art. 264 ter de CP, de  23 de noviembre de 1995).
Condenada por realizar sabotaje informático a su empresa tras ser incluida en un ERTE
Una trabajadora accedió a su equipo informático corporativo y eliminó el disco duro con multitud de archivos y documentación digital imprescindible para la empresa de la que no había copia. Entre los datos destruidos había bases de datos de clientes. 
La condena a la que se verá imputada esta trabajadora será de siete meses de prisión y el pago de 6.655 euros de indemnización. Una condena impuesta por el Juzgado de lo Penal de Vigo.

##### Referentes a fraudes empleando las telecomunicaciones
Será castigado con la pena de multa de tres a doce meses el que cometa un fraude utilizando energía eléctrica, gas, agua, telecomunicaciones u otro elemento. El fraude puede estar relacionado con alterar intencionalmente los indicadores o aparatos contadores, utilizando mecanismos instalados para realizar el fraude o con la utilización de cualquier medio clandestino (art. 255.1 de CP, de 23 de noviembre de 1995).
Si la cantidad defraudada no excede los 400 euros se impondrá una pena de multa de uno a tres meses (art. 255.2 de CP, de 23 de noviembre de 1995).
Será castigado con una multa de tres a doce meses aquel que haga uso de cualquier equipo de telecomunicación sin el consentimiento de su titular causándole una pérdida económica (art. 256.1 de CP, de 23 de noviembre de 1995).
Si la pérdida causada debido a las circunstancias del punto anterior no excede los 400 euros, se impondría una pena de multa de uno a tres meses (art. 256.2 de CP, de 23 de noviembre de 1995).
Detenidas cinco personas acusadas de un delito de fraude en las telecomunicaciones
Agentes de la Jefatura Superior de Policía detuvieron a cinco personas como presuntas autoras de un delito de fraude en las telecomunicaciones. Un ex empleado de telefonía instalaba líneas telefónicas siendo utilizados como locutorios clandestinos. 
El consultor-inspector de Telefónica denunció la fraudulenta utilización de al menos veinte líneas de uso interno de la empresa mercantil en las centrales del barrio de San Juan y de las localidades de Berriozar, Ansoáin, Noáin y Barañáin. 
Realizaron llamadas a teléfonos de coste añadido e internacionales, con un fraude de 18.000 euros.

### México
En México los delitos de revelación de secretos y acceso ilícito a sistemas y equipos de informática ya sean que estén protegidos por algún mecanismo de seguridad, se consideren propiedad del Estado o de las instituciones que integran el sistema financiero son hechos sancionables por el Código Penal Federal en el título noveno capítulo I y II.
El artículo 167 fr.VI del Código Penal Federal sanciona con prisión y multa al que intencionalmente o con fines de lucro, interrumpa o interfiera comunicaciones alámbricas, inalámbricas o de fibra óptica, sean telegráficas, telefónicas o satelitales, por medio de las cuales se transmitan señales de audio, de video o de datos.
La reproducción no autorizada de programas informáticos o piratería está regulada en la Ley Federal del Derecho de Autor en el Título IV, capítulo IV.
También existen leyes locales en el código penal del Distrito Federal y el código penal del estado de Sinaloa.
La Ley Olimpia aprobada en 2019 por la Cámara de Diputados considera violencia digital como un delito. La ley sanciona a quien “por cualquier medio, difunda, exponga, divulgue, almacene, comparta, distribuya, compile, comercie, solicite, haga circular, oferte o publique, o amenace con difundir, imágenes, audios o videos contenido real, manipulado y/o alterado de una persona desnuda parcial o totalmente o cualquier contenido erótico o sexual, ya sea impreso, grabado o digital, sin el consentimiento de la víctima”.

### Venezuela

#### La ley vigente
El 30 de octubre de 2001 la Asamblea Nacional formulo la Ley Especial contra los Delitos Informáticos donde se decreta, a través de 32 Artículos, como se protege a todos los sistemas y tecnologías de información en Venezuela, cuáles son los delitos relacionados con estos y que sanciones se aplican en cada delito específico. Esta ha sido la única ley que se ha presentado para enfrentar los delitos informáticos en Venezuela.

#### Delitos contemplados por la ley
La ley tipifica cinco clases de delitos:
Contra los sistemas que utilizan tecnologías de información:
- Acceso Indebido (Art.6): es el acceso sin autorización a la información. Este delito recibe una pena de 1 a 5 años.
- Sabotaje o daño a sistemas (Art.7): implica la destrucción, modificación o cualquier alteración al funcionamiento normal de un sistema. Será penado con 4 a 8 años de prisión.
- Acceso indebido o sabotaje a sistemas protegidos (Art. 9):
- Posesión de equipos o prestación de servicios de sabotaje (Art. 10):las personas que con el objetivo de vulnerar fabriquen, venda, importen, posea, etc., recibirá una pena de 3 a 6 años.
- Espionaje informático (Art. 11): Implica la revelación de data o información contenida en un sistema protegidos. Recibida la pena de 4 a 8 años de prisión.
- Falsificación de documentos (Art. 12): La creación, modificación o eliminación algún documento incorporado en un sistema será penalizado con 3 a 6 años de prisión.

Contra la propiedad:
- Hurto (Art. 13): apoderarse de bienes o valores tangibles o intangibles a través del uso de información contenida en un sistema, será castigado con 2 a 6 años de prisión.
- Fraude (Art. 14): La manipulación del sistema e inserción instrucciones falsas o fraudulentas que produzcan un resultado que permita obtener un provecho injusto y resulte en perjuicio de terceros, será castigado con 2 a 6 años de prisión.
- Obtención indebida de bienes o servicios (Art. 15): El que sin autorización para portarnos utilice tarjetas inteligentes ajenas u otros instrumentos para el mismo fin para obtener bienes y servicios sin asumir el compromiso del pago, será castigado con 2 a 6 años de prisión
- Manejo fraudulento de tarjetas inteligentes o instrumentos análogos (Art. 16): el que capture, copie, altere, duplique, etc., data será castigado con 5 a 10 años de prisión.
- Apropiación de tarjetas inteligentes o instrumentos análogos (Art. 17): el que se apropie de una tarjeta inteligente o de cualquier instrumento para el mismo fin que se haya extraviado será castigado con prisión de 1 a 5 años.
- Provisión indebida de bienes o servicios (Art. 18): las personas que saben que las tarjetas inteligente u otros instrumentos para el mismo fin son robadas, vencidas, etc., y las reciben para intercambio monetario será penado con 2 6 años de prisión.
- Posesión de equipo para falsificaciones (Art. 19): quien posea equipos para falsificación de tarjetas inteligentes será penado con 3 a 6 años de prisión.

Contra la privacidad de las personas y de las comunicaciones:
- Violación de la privacidad de la data o información de carácter personal (Art. 20):  el que sin autorización modifique, utilice o elimine información será penalizado con 2 a 6 años de prisión.
- Violación de la privacidad de las comunicaciones (Art. 21): el que acceda, capture, interfiera, reproduzca, etc., mensajes de datos ajenos será sancionado con 2 a 6 años de prisión.
- Revelación indebida de data o información de carácter personal (Art. 22): el que revele, difunda o ceda información obtenida en los medios de los artículos mencionados anteriormente será sancionado con 2 a 6 años de prisión.

Contra niños y adolescentes:
- Difusión o exhibición de material pornográfico (Art. 23):el que exhiba, difunda, transmita o venda material pornográfico será penalizado con 2 a 6 años de prisión.
- Exhibición pornográfica de niños o adolescentes (Art. 24): el que utilice imágenes o a una persona a través de cualquier medio con fines pornográficos será sancionado con 4 a 8 años de prisión.

#### Contra el orden económico[57]
- Apropiación de propiedad intelectual (Art. 25):  el que obtenga provecho económico, reproduzca, modifique, distribuya un software u otra obra de intelecto será sancionado con 1 a 5 años de prisión.
- Oferta engañosa (Art. 26): el que haga alegaciones falsas o atrubuya características inciertas de cualquier elemento será sancionado con 1 a 5 años de prisión.

El Artículo 29 hace una clara mención sobre el cumplimiento de Código Penal, mencionando cuatro penas accesorias, estos son aplicados dependiendo del delito que se haya cometido:
- La confiscación de los instrumentos con los que se realizó el delito, tales como equipos, dispositivos, herramientas, etc.
- Trabajo comunitario por hasta tres años.
- La persona será inhabilita de sus funciones o empleos por un periodo de tres años una vez que se haya cumplido con la sanción principal. Esto siempre y cuando el delito se haya cometido por abuso de la posición de acceso a la data.
- Suspensión de permiso para que la persona pueda ejercer como director y de representar personas jurídicas pro tres años después de cumplida la condena principal.

La información de estas condenas no son privadas, el tribunal tiene todo el derecho de divulgarla y el juez, dependiendo del caso, podrá pedir una indemnización en forma monetaria para la víctima (Art.30 y 31).

#### Institución encargada de los delitos Violación de la privacidad informáticos
La División Contra Delitos Informáticos del CICPC, es la encargada de investigar todos los delitos cometidos con el uso de equipos tecnológicos, contemplados en la ley como delitos informáticos. Esta división se separó de la División Contra Delitos Financieros el 7 de octubre de 2003, cuando comenzó el aumento de delitos cibernéticas en el país. 

#### Casos registrados en Venezuela
Violación de la privacidad
"Caso Marval"
Rosmeri Marval, actriz y modelo venezolana, fue víctima de hackeo en su cuenta Instagram en el año 2015. Los autores del crimen, cuyos nombres reservaron, utilizaron la cuenta oficial de Marval para estafar a varios usuarios, entre ellos, la página empresarial martha_boutique. De igual manera, los implicados insultaron a varios seguidores y cuentas asociadas al Instagram de la actriz.

#### Fraudes
"Los Cracker Venezolanos"
El 28 de octubre del 2015, el CICPC capturó a Frank Claret Ceccato Guilarte alias “Tato” y a su esposa, María José Hurtado Caraballo “Majo” por acceso indebido a sistemas (artículo 6), fraude bancario (artículo 14) y violación de privacidad (artículo 20). La pareja, denominada los “crackers venezolanos", operaba en Nueva Esparta y se dedicaba a la suplantación de direcciones IP y Phishing, utilizando la falsificación de sellos de aeropuerto, puntos de venta, entre otros. Frank Ceccato realizó todas estas actividades delictivas mientras usurpaba la identidad del ciudadano José Seijas.
"Los Hackers Transferencistas"
En el año 2009, en los estados Táchira y Mérida, una banda de hackers fue capturada por realizar transferencias electrónicas de hasta casi 3 millones de Bfs. Mediante la usurpación de identidades de usuarios de Hotmail, duplicando además las cédulas de identidad de los mismos y realizando retiros en su nombre. El exfiscal de distrito, Iván Lezama, fue quien llevó el caso. En este caso se cometió un delito por: Apropiación de tarjetas inteligentes o instrumentos análogos (Art.17), violación de privacidad (artículo 20).
"Los magos del cambiazo"
El 26 de agosto el 2016, fueron detenidos Jenny Osorio, Ronald Barrios y Marco Polo Camacho fueron detenidos por el CICPC debido a las acusaciones de hurto a personas de tercera edad, donde los individuos se apropiaban de sus tarjetas bancarias. La banda criminal aprovechaba la inexperiencia de las personas mayores con la tecnología de cajeros para ofrecer su ayuda y posteriormente, obtener fácilmente su clave y datos. Los implicados cometían dichos crímenes desde el año 2014. En este caso, se produjo un delito de Hurto (art.13) y Apropiación de tarjetas inteligentes o instrumentos análogos (Art.17).

#### La pornografía Infantil
Los casos de pornografía infantil en Venezuela se han incrementado en los últimos años, siendo el delito informático más recurrente a nivel nacional. Tal fue el caso de Marjorie Lugo y Charvis Campos, quienes fueron apresados el 7 de diciembre de 2016 por someter a tres niñas pequeñas a fotografías con poses inapropiadas, además de cometer actos lascivos en contra de ellas y obligarlas a practicar felación. Cometiendo un delito por difusión de material pornográfico y la distribución de pornografía donde están involucrados niños y adolescentes (Art. 23 y 24). De igual manera, es importante destacar que la mujer implicada era la madre de las niñas, por lo tanto no solo aplicarían leyes de delitos informáticos, también se observaría la presencia de la LOPNA.

### Estados Unidos
Estenidades Tributarias país adoptó en 1994 el Acta Federal de Abuso Computacional que modificó al Acta de Fraude y Abuso Computacional de 1986.

En el mes de julio del año 2000, el Senado y la Cámara de Representantes de este país —tras un año largo de deliberaciones— establece el Acta de Firmas Electrónicas en el Comercio Global y Nacional. La ley sobre la firma digital responde a la necesidad de dar validez a documentos informáticos —mensajes electrónicos y contratos establecidos mediante Internet— entre empresas (para el B2B) y entre empresas y consumidores (para el B2C)

### Chile
En 1993 se promulgó la ley 19.223 que tipifica y sanciona los denominados Delitos Informáticos.
Los delitos tipificados en la Ley 19.223 consideran como un bien jurídico la calidad, la pureza e idoneidad de la información que está contenida en cualquier sistema automatizado de tratamiento de la información. Además, no solo se protege el bien mencionado anteriormente sino también los siguientes:
- El patrimonio, en el caso de los fraudes informáticos.
- La privacidad, intimidad y confidencialidad de los datos, en el caso de espionaje informático.
- La seguridad y fiabilidad del tráfico jurídico y probatorio, en el caso de falsificaciones de datos probatorios mediante algún sistema o medio informático.
- El derecho de propiedad sobre la información y sobre los elementos físicos y materiales de un sistema de información, en el caso de los delitos de daños.

### Perú
Los delitos informáticos en Perú recientemente han sido regulados en el Código Penal Peruano Archivado el 6 de mayo de 2019 en Wayback Machine., en el Capítulo X referido a Delitos Informáticos. Así mismo se ha formulado la  Ley n.°30096, Ley de Delitos  Informáticos mediante la cual se establece las penalidades frente a la Comisión de  ciertos  delitos  de  índole informáticos. Así mismo se establece que el objetivo de esta ley es : La presente Ley tiene por objeto prevenir y sancionar las conductas ilícitas que afectan los sistemas y datos informáticos y otros bienes jurídicos de relevancia penal, cometidas mediante la utilización de tecnologías de la información o de la comunicación, con la finalidad de garantizar la lucha eficaz contra la ciberdelincuencia.
Asimismo se debe precisar que el Estado Peruano ha creado la Secretaría de Gobierno Digital de la Presidencia del Consejo de Ministros, organización que lidera los procesos de innovación tecnológica y de transformación digital del Estado. Es el ente rector del Sistema Nacional de Transformación Digital y administra las Plataformas Digitales del Estado Peruano.
Existen casos particulares sobre delitos informáticos en Perú, tal es el caso de la Sentencia del Tribunal Constitucional del Perú, del 21 de enero de 2004. Expediente n.º 1219-2003-HD/TC, caso Nuevo Mundo Holdong S.A., referente al Recurso extraordinario interpuesto por Nuevo Mundo Holding S.A. (NMH) contra la resolución de la Tercera Sala Civil de la Corte Superior de Justicia de Lima, de fojas 597, su fecha 23 de enero del 2003, que declaró infundada la acción de habeas data de autos.
También en el Perú se emitió la Ley n.° 29733 "Ley de Protección de Datos Personales" el día 3 de julio del 2011, con el cual se protegen los datos personales en los servicios informáticos. 
En el Perú en la actualidad se encuentran subjetivamente penados dichos delitos debido a que la Legislación Peruana aún esta en vías de desarrollo tecnológicamente hablando.

## Prevención
Es esencial la armonización de las leyes contra los delitos informáticos en todo el mundo combinadas con iniciativas para facilitar la coordinación más rápida y efectiva entre las fuerzas del orden. Estos esfuerzos deben llevarse a cabo en un entorno donde cada país respete la soberanía de otras naciones, y donde se respeten plenamente los derechos fundamentales y las libertades de los ciudadanos. Para reforzar la aplicación de forma equilibrada, los gobiernos deben considerar los siguientes pasos:
- Una aplicación estricta y normas equilibradas.
- Adoptar leyes que sean conscientes con las convenciones internacionales ampliamente aceptadas.
- Facilitar el intercambio de información.
- Desarrollar nuevas formas de prevenir el crimen cibernético.
- Trabajar con la industria sobre las mejores prácticas y nuevas cuestiones.

Según una encuesta realizada por PWC sobre directores ejecutivos, la mayoría de los directores ejecutivos asumen que los ataques de ciberseguridad disminuirán la confianza de las partes interesadas en sus industrias durante los próximos 3 años. Los investigadores han descubierto que las empresas más grandes y más visibles, así como las empresas que tienen un alto valor y carecen de atención por parte de la junta directiva en materia de gestión de riesgos, tienen más probabilidades de ser víctimas de ataques de ciberseguridad.